# Єговісти
Єговісти (Єговісти-іллінці, суботники, Десне братство) — релігійна організація хіластичного і дуалістичного характеру, заснована в Російській Імперії в 1840-х роках капітаном артилерії Миколаєм Сазонтовичем Ільїним (1809—1890). Мала своїх послідовників на Уралі, в Середній Азії, на Кавказі. Хоча виникли в цілому в руслі юдео-християнської традиції, заперечують будь-який зв'язок із сучасним юдаїзмом та християнством.
Самі послідовники цієї релігії називають себе терміном Єговісти. Хоча деякі релігієзнавці пов'язують Єговістів зі Свідками Єгови, проте насправді, Єговісти-іллінці не мають нічого спільного з релігійною громадою Свідків Єгови. Можливо, така помилкова думка виникла завдяки Радянській пропаганді, яка часто зневажливо називала Свідків Єгови — Єговістами.

## Історія

### Початковий період. М.С.Ільїн

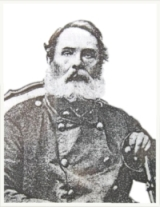
Миколай Сазонтович Ільїн (1809—1890)

Засновником руху Єговістів був М. С. Ільїн, професійний військовий, що вийшов у відставку і оселився 1847 року в селищі Баранча нинішньої Свердловської області Росії. Працював інспектором при тамтешньому артилерійському заводі. Цікавий до питань релігії, Ільїн бачив своє завдання у тому, щоб об'єднати юдаїзм та різні гілки християнства на основі вчення про взаємну братерську любов. Ільїн виявляв інтерес до німецького пієтизму, особливо до містичних творів Йоґана Ґенріха Юнґа-Штиллінґа.  Ільїн надавав особливого значення книзі Об'явлення (християнські грецькі писання, традиційно — Новий заповіт) та ідеї об'єднання всіх істинних віруючих. Поступово, Ільїн відійшов від православ'я, і, 1850 року, написав релігійно-філософський твір «Сіонська вість», що містила основні положення нового релігійного вчення. Ільїн називав свою доктрину «благовістом» та передрікав у близькому майбутньому битву між Богом і Сатаною та поділ людей на тих, хто стане на суді праворуч (одесную) та ліворуч (ошую) від престолу Бога. Ця ідея дала початкову назву групі послідовників Ільїна, яку досі можна зустріти в релігієзнавчій та світській літературі — Десне братство. Послідовники Ільїна називали себе Десним братством у початковий період діяльності общини, а потім назвалися Єговістами.
Невдовзі навколо Ільїна утворилося коло послідовників, серед яких вирізнялись С. Лалетин, багаті купці, колишні старообрядці, брати Волгіни та інші. Виникнення нової «єресі» не пройшло повз увагу, тож невдовзі цивільна та церковна влада організувала розслідування діяльності Ільїна та його друзів. Ільїна та низку його послідовників звинуватили у «відвернення душ із православ'я». Ільїна було вислано в Соловецький монастир для «духовної направи». Соловецький монастир був найбільшою монастирською в'язницею того часу, проте понад десяток інших монастирів по цілій Росії виконували ті ж самі функції. Відомий дослідник російського релігійного різнодумства Пругавін зауважив у своїй роботі, присвяченій монастирським тюрмам, що умови утримання в них були часто нестерпні. Зокрема, у Соловецькому монастирі вікна келій не відкривались, через що повітря в них ставало спертим, їжі було мало та була вона низької якості, а зв'язок в'язнів із зовнішнім світом був вкрай обмеженим. Інших послідовників Ільїна було покарано звільненнями зі своїх посад, змушенням до церковного покаяння або переведенням на службу до віддалених куточків країни.
Ільїн знаходився в монастирському ув'язненні на Соловках з 1859 по 1873 рік, а з 1873 до 1879 року в Спасо-Єфімієвому монастирі у Суздалі. Опісля його було звільнено на численні клопотання родичів та друзів у зв'язку з підірваним ув'язненням здоров'ям. Ільїна відправили на поселення до Курляндської губернії під суворий поліцейський нагляд. Такий вибір місця для поселення пояснюється бажанням начальства вберегти православне населення від впливу проповіді Ільїна, адже він не виявив каяття та бажання повернутися в православ'я. Ні під час ув'язнення в монастирях, ані проживаючи в Паланзі (а потім Мітаві) Курляндської губернії, Миколай Ільїн не переставав писати твори, що викладали його вчення, та всіма можливими способами передавати їх своїм послідовникам, які ставилися до нього як до посланця Єгови та вчителя істини. Сам Ільїн часто підписував свої твори як «Всесвітній Світитель». Саме так нерідко називають його сучасні єговісти-ільїнці. Помер Ільїн у Мітаві (нині Єлгава, Латвія) 1890 року. Місце його поховання невідоме.

### Єговісти до революції
Ще за життя Ільїна, завдяки масовому розсиланню брошур як самим Ільїним, так і його послідовниками, групи ільїнців виникли у різних частинах Російської імперії. Центром руху в дореволюційний час залишався Урал, проте общини з'явилися у Закавказзі, на Північному Кавказі та в Україні. Ільїнці у дореволюційний час періодично зазнавали переслідувань, нерідко щодо них застосовувалося адміністративне заслання, зокрема в Середню Азію. Окрім заслання, наприкінці ХІХ — на початку XX століть відбувалася колонізація росіянами окремих частин нинішнього Казахстана і північної частини Киргизстану. Серед них були і єговісти-ільїнці, які невдовзі виявили, що нові місця забезпечують їм більшу релігійну свободу, ніж вони мали у Росії.

### Єговісти в радянський період
Ільїнці сприйняли революцію 1917 року в цілому нейтрально. Їх вірування забороняють участь у бойових діях та вбивство. Проте відразу після революції вони розраховували на більшу релігійну свободу. 1939 р. таємний центр ільїнців було викрито і знищено НКВС у місті Нижній Тагіл на Уралі. Протягом радянського періоду своєї історії ільїнці залишалися глибоко підпільним рухом, періодично зазнаючи переслідувань, арештів, конфіскації релігійної літератури. Нерідко юнаки-єговісти відмовлялись від військової служби, що призводило до кримінальної відповідальності. Попри все ільїнці ніколи не припиняли поширення брошур Ільїна у друкованому чи рукописному вигляді, розмножені за допомогою копіювального паперу.

### Єговісти-ільїнці за нашого часу
За нашого часу певна кількість ільїнців, вочевидь, продовжує жити у Середній Азії. В казахській та російській пресі нерідко з'являлися повідомлення про партії єговістської літератури, що були затримані митними органами цих країн під час спроб вивезти їх із Казахстану до Росії. Часом у казахській пресі з'являються заклики про заборону діяльності «сект», серед яких іноді згадуються також єговісти-ільїнці як «антисуспільна сектантська організація». Нині єговісти освоюють нові форми поширення релігійної літератури, зокрема активно використовують Інтернет. Також писання Ільїна перекладаються різними мовами. В Інтернеті є багатомовний сайт ільїнців, що містить російські оригінали багатьох брошур Ільїна та їх переклади англійською, німецькою, єврейською тощо. Запрошення відвідати сайт та дізнатися більше про вчення Ільїна періодично з'являються на форумах та дошках оголошень в російськомовному сегменті Інтернету. Періодично їхня література з'являється в різних куточках України в поштових скриньках багатоквартирних будинків чи поширюється в різний спосіб у громадських місцях.
Чисельність єговістів-ільїнців невелика, проте немає точних даних щодо цього, адже діяльність організації має доволі закритий характер. Самі ільїнці ніколи не публікують та не поширюють жодних даних про свою чисельність та внутрішнє життя і діяльність общин. Є підстави вважати, що чисельність єговістів-ільїнців зростає за рахунок прозелітизму.